# Bonaparte voor de Sfinx
Bonaparte voor de Sfinx (Frans: Bonaparte devant le Sphinx) is een schilderij van de Franse kunstschilder Jean-Léon Gérôme, gemaakt tussen 1867 en 1868. Dit olieverf op doek-schilderij bevindt zich op dit moment in Hearst Castle te San Simeon, Californië.
Het thema van het werk is de expeditie van Napoleon naar Egypte. Het beeldt Napoleon Bonaparte af, kijkend naar de Sfinx van Gizeh.